# Hilaira nubigena
Hilaira nubigena là một loài nhện trong họ Linyphiidae.
Loài này thuộc chi Hilaira. Hilaira nubigena được miêu tả năm 1911 bởi Hull.